# Wangelnstedt
Wangelnstedt is een gemeente in de Duitse deelstaat Nedersaksen. De gemeente maakt deel uit van de Samtgemeinde Eschershausen-Stadtoldendorf in het Landkreis Holzminden. Wangelnstedt telt 569 inwoners.

De kleine gemeente bestaat uit het hoofddorp Wangelnstedt en uit drie kleinere dorpen of gehuchten:  Denkiehausen, Emmerborn en Linnenkamp.

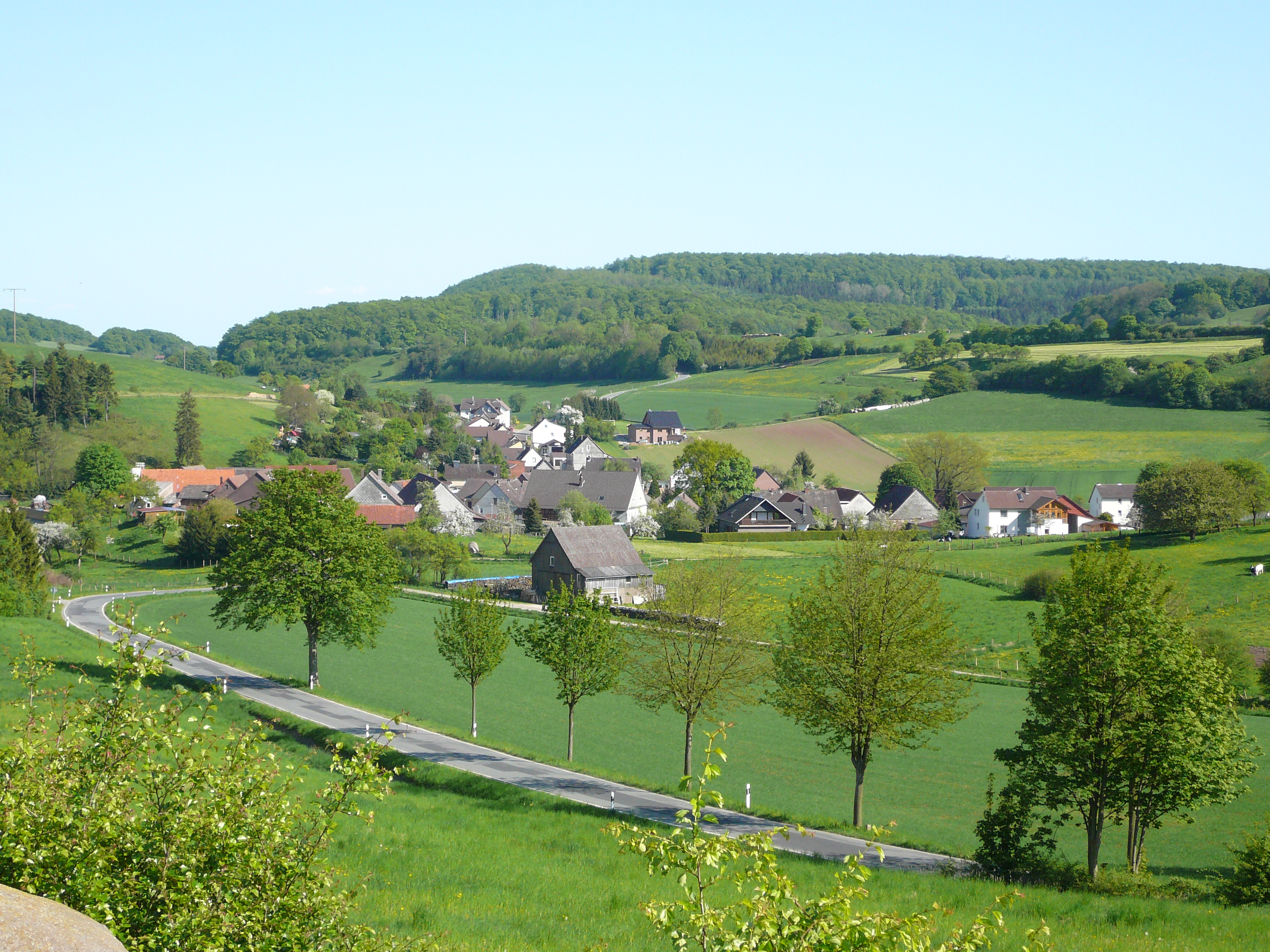
Linnenkamp, gemeente Wangelnstedt

- Gemeinsame Normdatei: 7596264-0
- Virtual International Authority File: 244325394

Arholzen · 
Bevern · 
Bodenwerder · 
Boffzen · 
Brevörde · 
Deensen · 
Delligsen · 
Derental · 
Dielmissen · 
Eimen · 
Eschershausen · 
Fürstenberg · 
Golmbach · 
Halle · 
Hehlen · 
Heinade · 
Heinsen · 
Heyen · 
Holenberg · 
Holzen · 
Holzminden · 
Kirchbrak · 
Lauenförde · 
Lenne · 
Lüerdissen · 
Negenborn · 
Ottenstein · 
Pegestorf · 
Polle · 
Stadtoldendorf · 
Vahlbruch · 
Wangelnstedt